# Éducation antiautoritaire
L’éducation antiautoritaire est une légende urbaine qui résume les travers prétendus de l’éducation antiautoritaire. Elle s'est répandue dans quelques régions de langue allemande.
Selon Das Buch der Listen (Walter Krämer, Michael Schmidt), elle est une des légendes les plus connues.

## Une variante de l’histoire
Une jeune mère fait la queue avec son fils dans un supermarché. Le petit garçon heurte plusieurs fois avec le chariot de courses une femme âgée qui se trouve devant eux. Celle-ci se retourne et lui demande d’arrêter, mais sans succès ; le garçon continue et sa mère n’intervient pas. La vieille dame finit par se plaindre : « Le garçon n'arrête pas de me cogner, veuillez s’il vous plaît lui dire de cesser ! ». Mais la mère lui répond : « Il faut le laisser faire ! Il est élevé de façon antiautoritaire ». Soudain, un jeune homme, qui est dans la même file prend un yogourt dans son chariot, l’ouvre et le verse sur la tête de la mère. Il commente : « Je suis moi aussi le produit d'une éducation antiautoritaire ». Un vieux monsieur intervient alors et annonce « Le yogourt, c'est sur mon compte ! »
Il existe une variante de cette histoire qui se déroule dans un tramway de Vienne, Linz ou Graz. Le garçon piétine le tibia de la femme. Le yogourt a été remplacé par la salive d’une jeune femme.